# マーサナリー
マーサナリー（Mercenary）は、デンマーク出身のヘヴィメタル・バンド。1991年に結成。

## 略歴

### 黎明期
1991年、オールボーで結成。創設メンバーは、ヘンリック・クラル・アナスン (Vo、G)、ハンス・ヨルゲン・アナスン (G)、アンドレアス・ハンセン (B)、ヤコブ・ヨンセン (Ds)の4名。
1993年、1stデモ『…Domicile』をリリース。同年に、ハンス・ヨルゲン・アナスン、アンドレアス・ハンセン、ヤコブ・ヨンセンの3名が脱退。ヤコブ・モルブイェルグ (G)、ラスムス・ヤコブセン (Ds)が加入、3人体制となる。またこのメンバーチェンジに合わせて、ヘンリック・クラル・アナスンがギターからベースに転向している。1994年、2ndデモ『Gummizild』をリリース。その後、ニコライ・ブリンクマン (G)が加入し4人体制となる。1996年、EP『Supremacy』をリリース。その後、デンマークのインディペンデントレコードレーベル・シリアス・エンタテインメントと契約。

### デビュー
1998年、1stアルバム『First Breath』をリリースしデビューする。デビューしてから少しして、ニコライ・ブリンクマンが脱退、シグナー・ピーターセン(G)が加入。2002年、モルテン・サンダガー (Key)とミッケル・サンダガー (Clean Vo)が加入、それまでの4人体制から6人体制となる。オランダのハンマーハート・レコードに移籍して、2ndアルバム『Everblack』をリリースした。リリース後には、ラスムス・ヤコブセンとシグナー・ピーターセンが脱退、マイク・パーク・ニルセン(Ds)、マーチン・ブース・ペデルセン(G)が加入した。
2ndアルバムリリース後、大手ヘヴィメタル・レーベル「センチュリー・メディア・レコード」に移籍。2004年に3rdアルバム『11 Dreams』をリリース。同アルバムは、日本でも「アヴァロン・レーベル」からリリースされ日本デビューを果たした。

### メンバーチェンジから現在まで
2006年、オリジナルメンバーのヘンリック・クラル・アナスンが脱退。元々クリーン・ヴォーカルを担当していたミッケル・サンダガーがデスヴォイスも担当し、正式ベーシスト不在のまま4thアルバム『The Hours that Remain』をリリース。同アルバムでは、ベースをプロデューサーでもあるヤコブ・ハンセンがセッションで担当した。同アルバムリリース後、ヘンリック・クラル・アナスンの後任にレネ・ペデルセン (Vo/B)が加入。レネ・ペデルセンがデスヴォイスによるボーカルを担当する。
2008年、5thアルバム『Architect of Lies』をリリースした。同アルバムリリース後の翌年、ミッケル・サンダガー、モルテン・サンダガー、マイク・パーク・ニルセンの3人が脱退。メンバーの加入はモルテン・ローヴェ・ソレンセン(Ds)のみで、2002年以来の4人体制へと戻る。また、このメンバーチェンジによって、レネ・ペデルセンがクリーン・ヴォーカルも兼任、マーティン・ブース・ペデルセンがキーボードも兼任するようになった。更に、オーストリアの「ノイズアート・レコード」に移籍した。2011年、6thアルバム『Metamorphosis』をリリース。リリース後、モルテン・ローヴェ・ソレンセンが脱退、ピーター・ミカエル・マティーセン (Ds)が加入した。
2012年には、「センチュリー・メディア・レコード」から、『11 Dreams』、『The Hours that Remain』、『Architect of Lies』の3枚をセットにしたコンピレーション・アルバム『Recollections - The Century Media Years』がリリースされている。2013年、7thアルバム『Through Our Darkest Days』をリリース。2020年にドラマーがマーチン・ニルセン (Ds)に交代したことが発表された。

## メンバー

### 現ラインナップ
- レネ・ペデルセン (René Pedersen) - ボーカル / ベース (2009 - )
ボーカルについて2009年以前は、デスヴォイスのみを担当。ミケル・サンダガー脱退後から、クリーンヴォイスを兼任している。
- ヤコブ・モルブイェルグ (Jakob Mølbjerg) - ギター (1994 - )
現在在籍する最古参のメンバー。パンツァークライストでも活動。
- マーチン・ブース・ペデルセン (Martin Buus Pedersen) - ギター / キーボード (2009 - )
2009年のモルテン・サンダガー脱退以降、キーボードを兼任するようになった。
- マーチン・ニルセン (Martin Nielsen) - ドラムス (2020 - )
ハドロンではベーシストとして活動。

### 旧メンバー
- ヘンリック・"クラル"・アナスン (Henrik "Kral" Andersen) - ボーカル / ベース (1991 - 1994)
- ミッケル・サンダガー (Mikkel Sandager) - ボーカル (2002 - 2009)
- ハンス・ヨルゲン・アナスン (Hans Jørgen Andersen) - ギター (1991 - 1994)
- ニコライ・ブリンクマン (Nikolaj Brinkman) - ギター (1994 - 2000)
- シグナー・ピーターセン (Signar Petersen) - ギター (2000 - 2002)
- アンドレアス・ハンセン (Andreas W. Hansen) - ベース (1991 - 1994)
- モルテン・サンダガー (Morten Sandager) - キーボード (2002 - 2009)
- ヤコブ・ヨンセン (Jakob Johnsen) - ドラムス (1991 - 1993)
- ラスムス・ヤコブセン (Rasmus Jacobsen) - ドラムス (1993 - 2002)
- マイク・パーク・ニルセン (Mike Park Nielsen) - ドラムス (2002 - 2009)
- モルテン・ローヴェ・ソレンセン (Morten Løwe Sørensen) - ドラムス (2009 - 2011)
- ピーター・ミカエル・マティーセン (Peter Michael Mathiesen) - ドラムス (2011 - 2020)
インブリーディング・レッドネックスでも活動。

## ディスコグラフィ

### アルバム
- 1998年 First Breath
- 2002年 Everblack
- 2004年 11 Dreams
- 2006年 The Hours that Remain
- 2008年 Architect of Lies
- 2011年 Metamorphosis
- 2013年 Through Our Darkest Days

### デモ・EP
- 1993年 …Domicile (Demo)
- 1994年 Gummizild (Demo)
- 1996年 Supremacy (EP)
- 2002年 Everblack (Demo)

### コンピレーション
- 2006年 Retrospective

初期音源『…Domicile』、『Gummizild』、『Supremacy』のコンピレーション・アルバム。
- 2012年 Recollections - The Century Media Years

センチュリー・メディア・レコード在籍時のアルバム『11 Dreams』、『The Hours that Remain』、『Architect of Lies』の3枚をセットにしボーナス・トラックを追加したボックスセット。